# Cebrenninus laevis
Cebrenninus laevis är en spindelart som först beskrevs av Tord Tamerlan Teodor Thorell 1890.  Cebrenninus laevis ingår i släktet Cebrenninus och familjen krabbspindlar. Inga underarter finns listade i Catalogue of Life.